# Flaminio - Piazza del Popolo (estación)
Flaminio - Piazza del Popolo (en español: Flaminio - Plaza del Pueblo) es una estación de la línea A del Metro de Roma. La estación se encuentra en Piazzale Flaminio, en el distrito homónimo, a las afueras de las Murallas aurelianas. 
La estación se encuentra conectada a la de Piazzale Flaminio, donde inicia el recorrido del tren suburbano Roma-Civitacastellana-Viterbo.
En su entorno se encuentra la Piazza del Popolo (junto a la Porta del Popolo, la Basílica de Santa María del Popolo, la Basílica de Santa María in Montesanto y la Iglesia de Santa María dei Miracoli), la Villa Borghese, el Monte Pincio (y su Casina Valadier) y el Museo Hendrik Christian Andersen. Cercana a la Via del Corso y el distrito de Campo Marzio.

## Historia
La estación Flaminio fue construida como parte de la primera sección construida de la línea A del metro, que entró en servicio el 16 de febrero de 1980 desde Ottaviano a Anagnina.
Subterránea, los trenes pasan por distintos túneles, cada uno con su propio andén. Se conecta con la superficie por escaleras. El vestíbulo de la estación alberga algunos mosaicos de los Premio Artemetro Roma Paul D'Orazio y Doo Shik Lee (Corea del Sur).
En 2005 se agregó el sufijo Piazza del Popolo al nombre de la estación, para facilitar el movimiento hacia monumentos históricos.